# Lies Greed Misery
"Lies Greed Misery" é uma canção da banda americana de rock Linkin Park. É a quarta faixa de seu quinto álbum de estúdio, Living Things. A canção alcançou a 37ª posição na UK Rock Chart, embora não tenha sido lançado como single. A canção foi escrita pela banda e produzida pelo vocalista Mike Shinoda com Rick Rubin. "Lied Greed Misery" foi lançado como um single promocional em 24 de maio de 2012 e foi usado no trailer de promoção do jogo eletrônico Medal of Honor: Warfighter.
Embora "Lies Greed Misery" tenha sido lançado originalmente em Living Things, sua demo são das sessões de A Thousand Suns, que foi lançado no LP Underground 16. Seu título de trabalho foi inicialmente "Piledriver" e mais tarde "Breaking Point".

## Recepção
A Loudwire declarou que "faixas como "Lies Greed Misery" e "Victimized" desce como pílulas amargas", e comentou sobre o rap de Shinoda, chamando-o de um "batimento forte". A Rolling Stone disse que a banda encontrou sua maior inspiração no hip-hop nesta faixa, dizendo que "Lies Greed Misery" é "uma gema doce e azeda [...] garantida para fazer você pular".

## Desempenho nas tabelas musicais
| Tabelas musicais (2012)        | Posição |
| ------------------------------ | ------- |
| Reino Unido (Rock Chart - OCC) | 37      |

## Ligações Externas
- Letra da canção